# Tolypeutes tricinctus
Tolypeutes tricinctus або бразильський трисмуговий броненосець — вид ссавців родини Chlamyphoridae ряду броненосців. Є ендеміками Бразилії.

## Опис
Бразильські трисмугові броненосці досягають довжини в 22–27 см, ваги від 1 до 1,6 кг. Довжина хвоста становить 6–8 см. Панцир складається зі зроговілих шкіряних щитків, покритих зроговілими лусочками, які поєднані гнучкими смугами шкіри. Броня покриває спину, боки, голову, хвіст, вуха і ноги. Нижня частина тіла не має захисту і покрита жорсткою шерстю. 

## Раціон
Цей вид броненосців харчується здебільшого мурахами і термітами, однак може їсти равликів, черв'яків, фрукти і падло.

## Поведінка
Броненосці зазвичай поодинокі тварини, однак бразильські трисмугові броненосці часто живуть сімейними групами до трьох особин. Вони ведуть нічний спосіб життя, однак харчуються вдень. Вони не риють нір і відпочивають під кущами, оскільки здатність згортатися в кулю убезпечує їх від більшості хижаків. Вони пересуваються, опираючись на кінчики пальців передніх лап, тоді як задні лапи опираються на стопу. Мітять територію виділеннями залоз, що розташовані на морді, ступнях і спині.
Спарюються з жовтня по січень. Вагітність триває 120 днів. Дитинчата народжуються сліпими, їх панцир м'який, однак через кілька годин вони вже можуть ходити і згортатися в кулю. На четвертому тижні броня повністю твердіє, тоді ж відкриваються очі і вуха. Молоді броненосці перестають ссати молоко на десятий тиждень і досягають статевої зрілості у 9–12 місяців.

## Збереження
МСОП вважає положення цей вид вразливим. Основну небезпеку становить знищення природних середовищ проживання тварин. Чисельність виду скоротилася на третину за останні десятиліття.

## Галерея

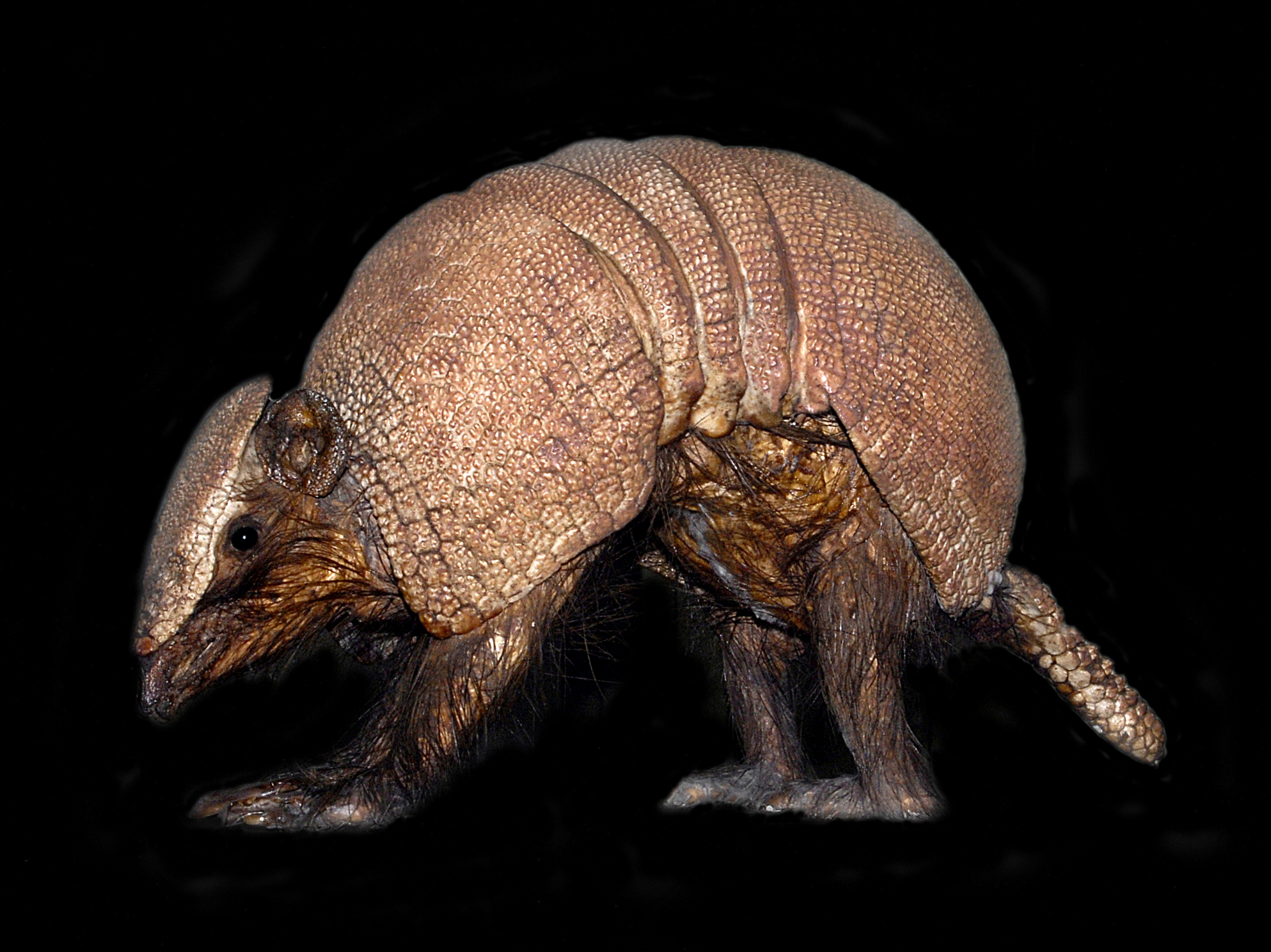
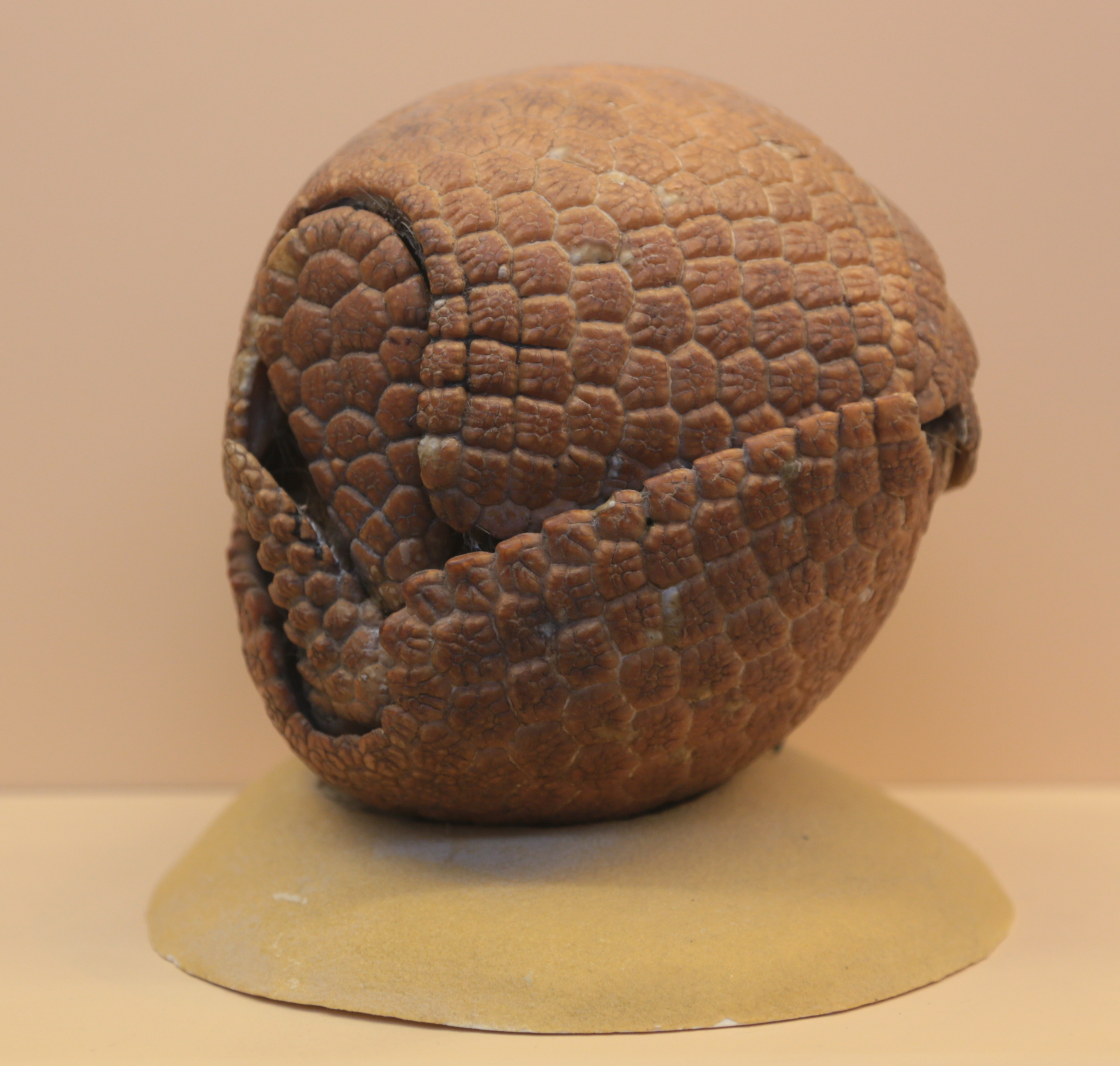
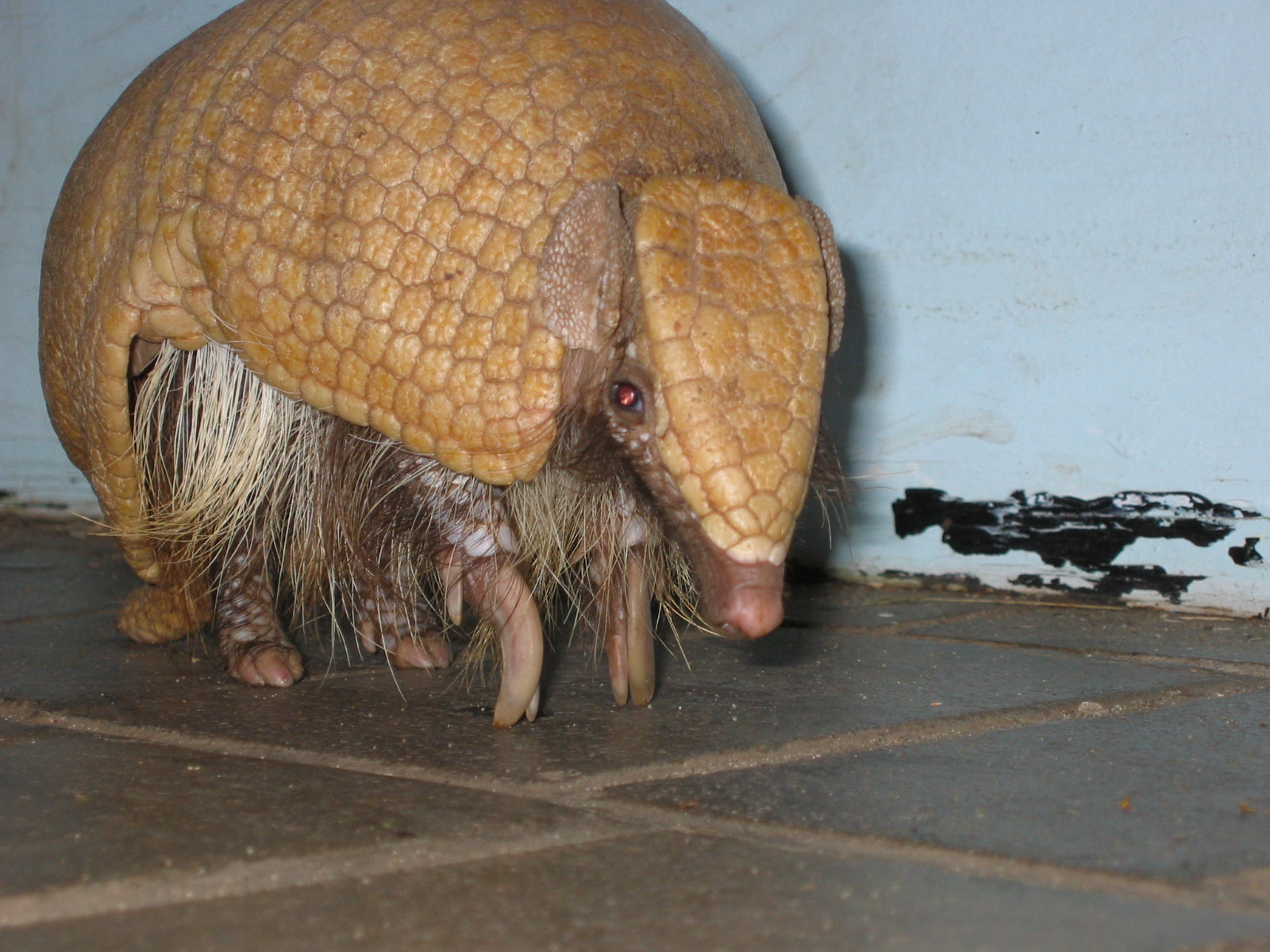